# 冷血 (映画)
『冷血』（れいけつ、In Cold Blood）は、トルーマン・カポーティの同名小説を原作とした1967年のアメリカ合衆国の映画である。リチャード・ブルックスが製作、脚色、監督した。

## キャスト
※括弧内は初放映1976年3月14日 テレビ朝日『日曜洋画劇場』版日本語吹き替え
- ロバート・ブレイク　（中尾彬）　 - ペリー・スミス
- スコット・ウィルソン（堀勝之祐） - ディック・ヒコック
- ジョン・フォーサイス（家弓家正） - アルヴィン・デューイー
- ポール・スチュワート　　　　 - ジェンセン
- ジェフ・コーリー 　　　　　　- Mr.ヒコック
- ジェームズ・フラヴィン 　　　- クラレンス
- ジェラルド・S・オローリン 　 - ハロルド・ナイ
- ジョン・ギャローデット 　　　- ロイ・チャーチ
- チャールズ・マッグロー 　　　- テックス・スミス
- ウィル・ギア
- ジョン・マクリアム
- レイモンド・ハットン

## 受賞とノミネート
2008年にアメリカ議会図書館によりアメリカ国立フィルム登録簿に選ばれた。
| 賞           | 部門   | 対象者                 | 結果       |
| ------------ | ------ | ---------------------- | ---------- |
| アカデミー賞 | 監督賞 | リチャード・ブルックス | ノミネート |
| アカデミー賞 | 脚色賞 | リチャード・ブルックス | ノミネート |
| アカデミー賞 | 撮影賞 | コンラッド・L・ホール  | ノミネート |
| アカデミー賞 | 作曲賞 | クインシー・ジョーンズ | ノミネート |